# Leonid Fitov
Leonid Liubomirovici Fitov (în rusă Леонид Любомирович Фитов; n. 23 decembrie 1917, Chișinău, Republica Democratică Moldovenească – d. 13 octombrie 1998, Chișinău, Republica Moldova) a fost un sculptor și artist plastic sovietic moldovean. A fost membru al Uniunii Artiștilor Plastici din URSS și al Uniunii Artiștilor Plastici din RSS Moldovenească (din 1946). În 1988 i s-a conferit titlul de Lucrător Emerit al Culturii din RSS Moldovenească.

## Biografie
Fitov era de origine bulgară. În 1937 a absolvit Școala de Arte din Chișinău, fiind elevul sculptorului Alexandru Plămădeală.
A participat la Al Doilea Război Mondial în Armata Roșie, iar după încheierea conflictului, în perioada 1946–1965, a lucrat în cadrul fondului artistic al Uniunii Artiștilor Plastici. A participat la expoziții republicane, unionale și internaționale încă din 1946.
A fost printre fondatorii Uniunii Artiștilor Plastici din RSS Moldovenească.

## Activitate artistică
A creat lucrări în domeniul sculpturii monumentale și al portretului. A realizat numeroase opere dedicate eroilor războiului civil, Marelui Război pentru Apărarea Patriei și soldaților Armatei Sovietice.
Este autorul unor portrete eroice precum: „Matelotul roșu”, „Tânărul gardist Boris Glavan” (1948), precum și al statuii revoluționarului Serghei Lazo pentru pavilionul RSS Moldovenești de la Expoziția Agricolă a URSS (1947, împreună cu A. Pliskin).
A contribuit la realizarea decorațiunilor sculpturale ale frontonului Teatrului de Operă și Balet din Chișinău (1958) și la ridicarea monumentului „Luptătorilor pentru puterea sovietelor din anii 1905–1907” (1966), situat în capitală.

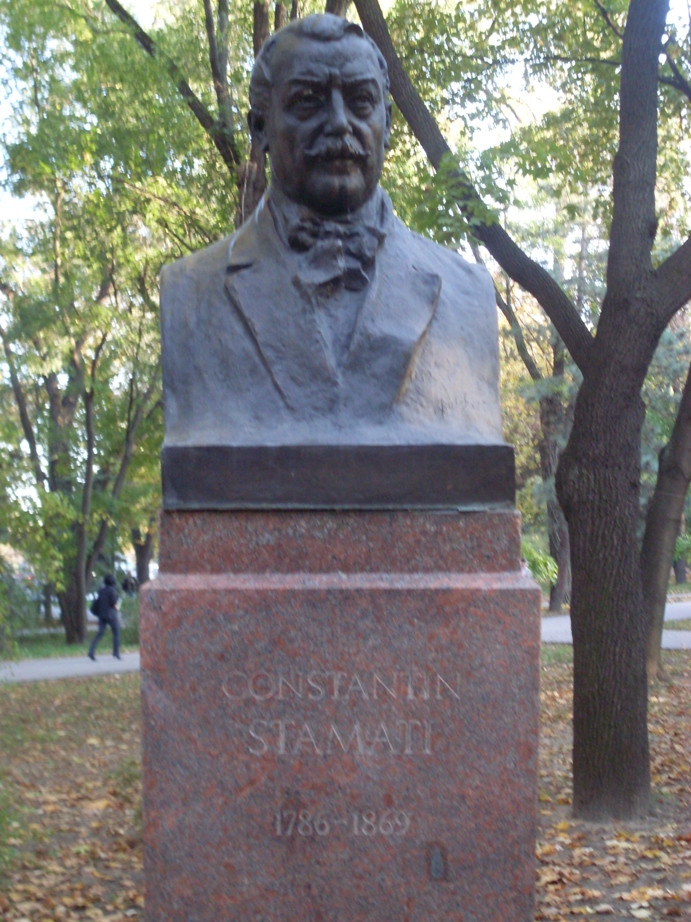
Bustul lui Constantin Stamati de pe Aleea Clasicilor din Chișinău, realizat de Fitov

Printre cele mai apreciate lucrări ale sale se numără bustul scriitorului Constantin Stamati (1957), amplasat pe Aleea Clasicilor din Parcul Ștefan cel Mare și Sfânt din Chișinău.
A realizat și portrete ale unor contemporani: grănicerul Kuzmin (1964), colonelul I. Kalennikov (1974), muncitori și lucrători din mediul rural. Dintre lucrările sale cu o sensibilitate lirică aparte se remarcă portretele Elenei Dumbrav (1968) și al Lesiei Tciaciuk (1971).
În alte opere, Fitov urmărește o abordare mai simbolică și generalizatoare. Lucrarea „Primăvara” (1957) – o femeie nud cu un copil pe umăr – exprimă încrederea în reînnoirea vieții, iar „Fata cu strugure” (1970) simbolizează Republica Sovietică Socialistă Moldovenească.

## Lucrări selectate
Împreună cu sculptorul Evgheni Vucetici, a participat la realizarea unui monument dedicat unirii trupelor Frontului de Stalingrad și ale Frontului de Sud-Vest (1951).
În colaborare cu sculptorii A. Maiko și I. I. Poniatovski, a creat monumentul „Luptătorilor pentru Puterea Sovietelor” din Chișinău (1957).

## Lucrări păstrate
O parte dintre operele sale se află în colecțiile Muzeului Național de Artă al Moldovei și în muzeul Ministerului Afacerilor Interne al RSS Moldovenești.